# Meijer (Unternehmen)
Meijer Inc. ist ein US-amerikanisches Einzelhandelsunternehmen mit Firmensitz in Grand Rapids, Michigan. Das Unternehmen wurde 1934 als Supermarktkette von Hendrik Meijer, einem niederländischen Einwanderer, gegründet. 2023 wurde die Supermarktkette von Forbes als 16. größtest privat gehaltenes Unternehmen in den Vereinigten Staaten gelistet. Meijer hat 259 Filialen in Michigan, Indiana, Nord- und Zentral-Illinois, Zentral- und West-Ohio sowie Kentucky, mit denen 2023 rund 22 MilliardenUS-Dollar Umsatz erzielt wurden. Damit war Meijer der 23. größte Einzelhändler der USA.
Vor der COVID-19-Pandemie waren die meisten Meijer-Filialen 24 Stunden am Tag und 364 Tage im Jahr geöffnet, wobei sie nur an Heiligabend um 19 Uhr schlossen und am 26. Dezember um 6 Uhr morgens wieder öffneten.

## Einzelhändler-Pionier
Meijer war ein Friseur, der 1934, während der Weltwirtschaftskrise mit einem Laden in Greeneville, Michigan in das Lebensmittelgeschäft einstieg. Zu seinen ersten Mitarbeitern gehörte sein 14-jähriger Sohn Frederik Meijer, der später Vorsitzender des Unternehmens wurde. Die heutigen Co-Vorsitzenden, die Brüder Hank und Doug Meijer, sind die Enkel von Hendrik Meijer. Nachdem er die Trends in der Lebensmittelbranche studiert hatte, gehörte Meijer zu den ersten Geschäften, die Selbstbedienungseinkäufe und Einkaufswagen anboten. Außerdem bot er Grundnahrungsmittel, wie z. B. Essig, zu besonders günstigen Preisen an. Das Geschäft in Greenville war erfolgreich und weitere Meijer-Lebensmittelgeschäfte wurden in Cedar Springs (1942) und Ionia (1946) eröffnet. Die erste Filiale in Grand Rapids wurde 1949 in der South Division Avenue eröffnet. In den 1960er Jahren hatte das Unternehmen mehr als zwei Dutzend Filialen in ganz West Michigan.
Meijer war der erste Einzelhändler, der in den USA die Bezeichnung „Supermarkt“ oder „Superstore“ einführte und eine Vielzahl von Waren unter einem Dach vereinte, als er 1962 das erste „Thrifty Acres“ eröffneten: ein Lebensmittel- und Gemischtwarenladen, der es den Kunden ermöglichte, alles, was sie benötigten, in nur einem Einkauf zu erwerben. Meijer beschreibt sich selbst als eine Lebensmittelkette, die im Jahr 1962 ihre Lebensmittelgeschäfte um allgemeine Waren erweiterte. Fred Meijer übernahm das Unternehmen nach dem Tod seines Vaters im Jahr 1964. Unter seiner Führung wurden die Thrifty Acres Läden ein Erfolg und wurden 1986 in Meijer umbenannt. Die eigenständigen Lebensmittelgeschäfte von Meijer wurden bis Anfang der 1990er Jahre weitergeführt, als die größeren Läden die Oberhand gewannen. 1985 berichtete das Forbes-Magazin, dass Walmart damals mit den so genannten Hypermärkten gescheitert war, weil Sam Walton und sein Unternehmen das Lebensmittelgeschäft nicht verstanden hatten. In dem Artikel des Forbes Magazine heißt es, dass Meijer die Bedeutung des Lebensmittelgeschäfts verstanden hat und es nicht einfach an einen Discounter angehängt wird. Die Qualität der Produkte ist sehr wichtig; die schlechte Qualität der von Walmart verkauften Produkte war der Hauptgrund für den mangelnden Erfolg des Unternehmens. Im Gegensatz dazu besagen Umfragen damals wie heute, dass Meijer bei der Qualität der Produkte ganz oben steht.

## Kontroversen
Die US-Bundesregierung hat Meijer im Namen einer ehemaligen Mitarbeiterin in den 2010er Jahren verklagt, und zwar wegen der Verletzung ihrer Bürgerrechte. Debra Kerkstra wurde 2011 entlassen, da sie aus religiösen Gründen am Sonntag nicht arbeiten wollte. Die US-amerikanische Equal Employment Opportunity Commission beschuldigte Meijer der religiösen Diskriminierung. Meijer schloss den Fall ab, indem das Unternehmen 22.000 US-Dollar an Kerkstra zahlte und sich bereit erklärte, Maßnahmen zu ergreifen, um Wiederholung zu verhindern.

## Belege
1. 1 2  Meijer, Forbes Magazine, abgerufen am 30. Januar 2021
2. ↑  Forbes:The large private companies
3. ↑  Top 100 Retailers 2024 List. In: National Retail Federation. Abgerufen am 17. November 2024 (englisch).
4. 1 2  Meijer, Hank: Thrifty Years: The Life of Hendrik Meijer. 1984, William B. Eerdmans Publishing Company. ISBN 978-0-8028-0038-1.
5. ↑  Discount Merchandiser Magazine (Hrsg.): Founding of Thrifty Acres and Kmart. Juli 1986.
6. ↑  Forbes Magazine, 13. Februar 1995, S. 55, "Squeezing the Tomatoes"
7. ↑  Christian News, Religion Headlines Commentary. In: Crosswalk.com. 11. Juli 2011, abgerufen am 11. Februar 2024 (englisch).
8. ↑  Voice of Reason. In: Arlinc.org. 2003, archiviert vom Original; abgerufen am 11. Februar 2024 (englisch).